# Fláje
Fláje (německy Fleyh) je název částečně zaniklé obce v Krušných horách v okrese Most v Ústeckém kraji. Dnes se jedná o místní část obce Český Jiřetín. Nacházela se v nadmořské výšce 745 metrů při Flájském potoce, zhruba 5,5 km jihovýchodně od Českého Jiřetína. Obec byla zbořena a zaplavena v letech 1956–1960 při výstavbě Flájské přehrady. Zbytky základů některých staveb jsou viditelné na jejím severovýchodním břehu. Dnes je zbytek zástavby situován severně od přehradní hráze.

## Název
Název vesnice byl odvozen ze jména Flájského potoka (německy Fleyh), které vychází snad z germánského slova Flawja, resp. ze středněhornoněmeckého slova vlüejen. Vzhledem k německé kolonizaci kraje až ve třináctém století je však německý původ nepravděpodobný a podobně počáteční F odkazuje na neslovanský původ. Existuje i hypotéza o spojitosti s polským jménem Wława. V historických pramenech se název vsi objevuje ve tvarech: Flew (1346), Fflewe (1413), fflagie (1538), fflage (1583), „w fflagi“ (1592), ffley (1594), Flöhe, Blžany a Fleja (1787 a 1833),  FLáje a Fley (1848) a Fláje nebo Fleyh (1854). Tvar Blšany spojili s Flájemi až Jaroslav Schaller a Johann Gottfried Sommer podle německého názvu Blšan. Nejpozději od sedmnáctého století se vesnice rozdělovala na Horní a Dolní Fláje a tomu odpovídají označení  Vndterflay (1606), Under Flay (1617) nebo Öber-Flay a Nieder-Fläy (1634).

## Historie

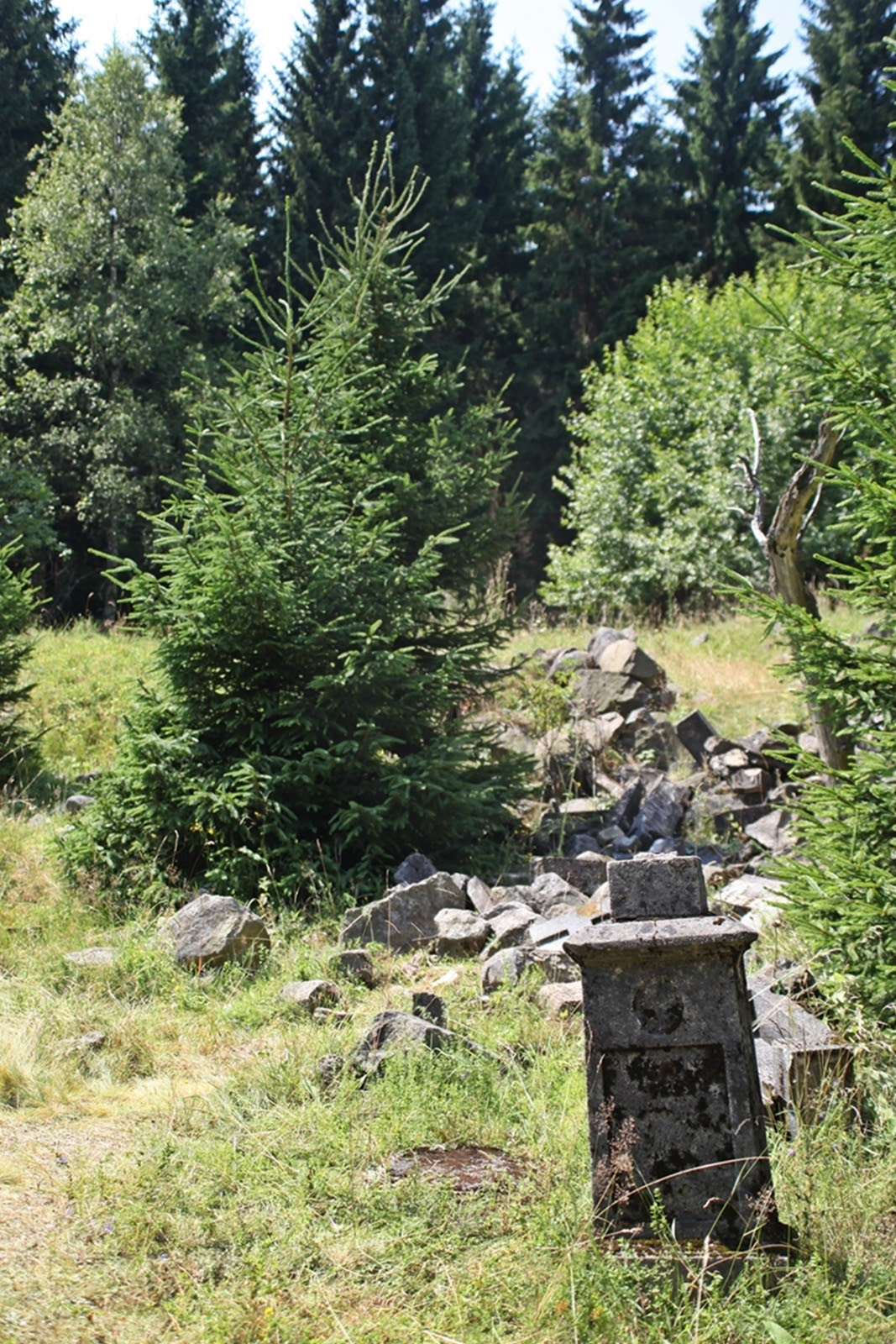
Flájský hřbitov

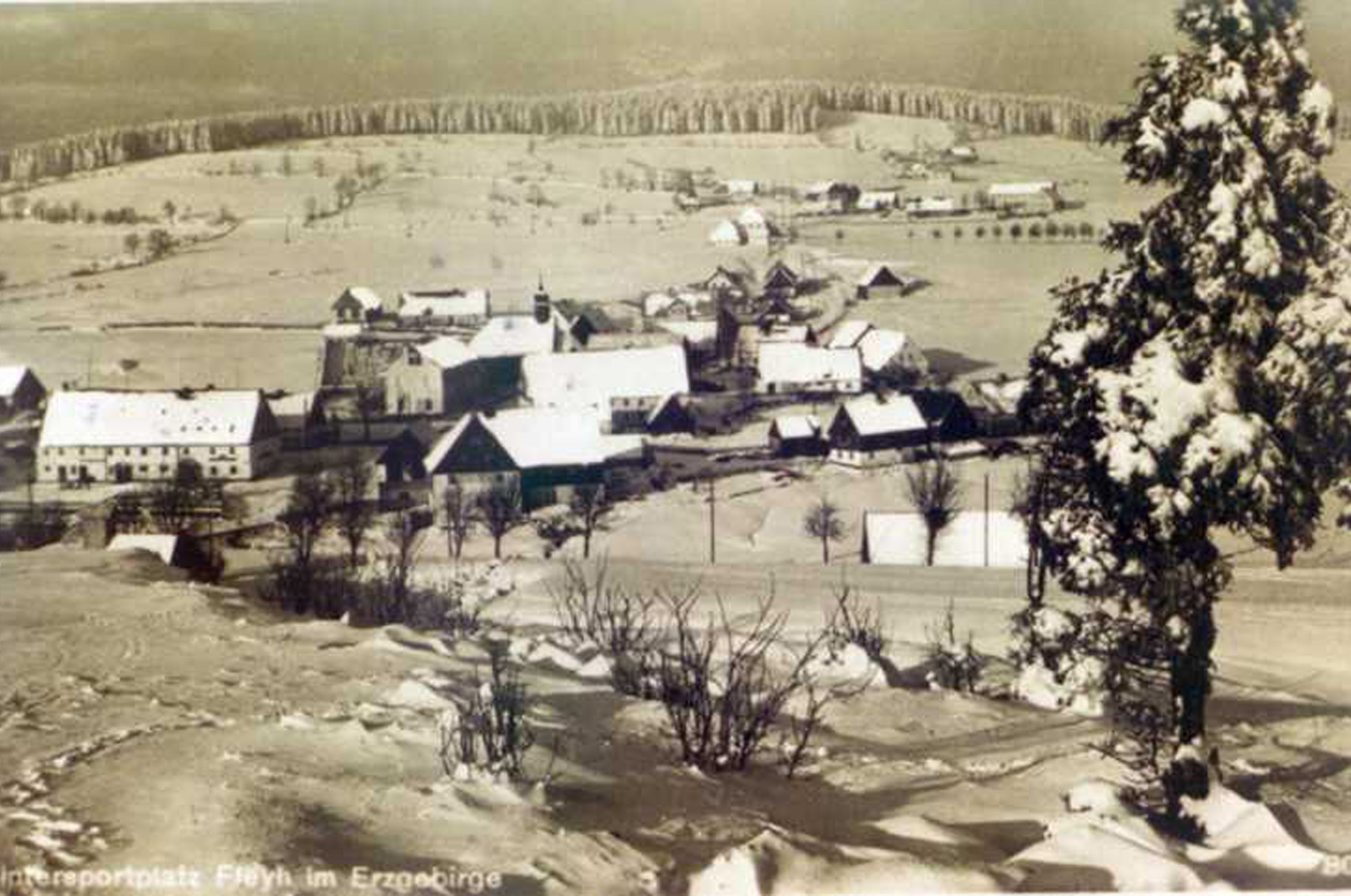
Pohled na zaniklé Fláje v zimě

První písemná zmínka o vesnici pochází z roku 1346, kdy jsou Fláje uvedeny v seznamu farností míšeňské diecéze. V roce 1398 zakoupil míšeňský markrabě Wilhelm hrad Rýzmburk spolu s městem Duchcovem a se vším příslušenstvím a Fláje byly součástí tohoto panství. Tyto statky patřily k Míšni až do roku 1459, kdy je Jiří z Poděbrad získal zpět. Poté se jejich majitelé střídali až do roku 1523, kdy panství získal Děpolt z Lobkovic. V majetku tohoto rodu zůstaly Fláje až do poloviny 17. století. V roce 1642 se vdova po hraběti Františkovi Josefu Lobkovicovi Polyxena rozená z Talmberka znovu provdala za hraběte Maximiliana z Valdštejna. Když v roce 1651 Polyxena zemřela, staly se Fláje valdštejnským majetkem a posléze byly začleněny do panství Duchcov-Horní Litvínov. V jeho svazku zůstaly až do roku 1848. Od roku 1850 byly Fláje v okrese Teplice a v roce 1896 byly připojeny k nově zřízenému okresu Duchcov.
Ve 2. polovině 16. století se ve Flájích, stejně jako v okolí, rozšířilo ze Saska protestantství. V roce 1653 si obyvatelé dokonce postavili protestantskou modlitebnu. Ovšem už po roce 1664 zahájil tehdejší majitel panství Jan Bedřich Valdštejn za pomoci mosteckých kapucínů rekatolizaci zdejší oblasti. Kapucíni do Flájí přišli v roce 1667 a postavili zde novou faru. Zůstali v obci do roku 1670, kdy zde byl ustaven nový farář. Původně patřily do farního obvodu ještě vsi Mackov, Nová Ves, Dlouhá Louka a Český Jiřetín, který se v roce 1800 osamostatnil. Od roku 1679 působila ve Flájích farní škola.
Vzhledem k horským lesům se většina obyvatel živila těžbou a zpracováním dřeva. V letech 1624–1629 byl od Flájského potoka do Saska vybudován vodní kanál k plavení dřeva do Saska. Sloužil až do 7. května 1874, kdy bylo dřevo plaveno naposledy. V roce 1898 byla postavena okresní silnice spojující Dlouhou Louku, Novou Ves, Mackov, Fláje a Český Jiřetín. Již v období 1. republiky se Fláje staly oblíbeným letním, ale především zimním turistickým místem. Fláje i příslušné osady obývalo především německé obyvatelstvo. Jedinými Čechy zde byli státní zaměstnanci – celníci a hajný ze státních lesů. Po druhé světové válce byli Němci odsunuti.
V roce 1956 byla obec Fláje převedena z tehdejšího okresu Duchcov do okresu Litvínov. V té době se již připravovala likvidace obce kvůli výstavbě přehrady. V roce 1959 bylo dokončeno vysídlení a zboření obce a od roku 1960 se Fláje staly osadou Českého Jiřetína. V 50. letech bylo v obci zřízeno Střední odborné učiliště lesnické. Učiliště bylo při optimalizaci školství v Ústeckém kraji 1. září 2005 sloučeno s učilištěm v Mostě-Velebudicích.

## Obyvatelstvo
Při sčítání lidu v roce 1921 zde žilo 419 obyvatel (z toho 203 mužů), z nichž bylo pět Čechoslováků, 409 Němců a pět cizinců. Kromě tří evangelíků se hlásili k římskokatolické církvi. Podle sčítání lidu z roku 1930 měla vesnice 487 obyvatel: osm Čechoslováků, 475 Němců a čtyři cizince. Většina lidí byla římskými katolíky, ale žili zde také tři evangelíci, dva členové jiných nezjišťovaných církví a jeden člověk bez vyznání.
|                                                                        | 1869 | 1880 | 1890 | 1900 | 1910 | 1921 | 1930 | 1950 | 1961 | 1970 | 1980 | 1991 | 2001 | 2011 |
| ---------------------------------------------------------------------- | ---- | ---- | ---- | ---- | ---- | ---- | ---- | ---- | ---- | ---- | ---- | ---- | ---- | ---- |
| Obyvatelé                                                              | 548  | 599  | 554  | 490  | 508  | 419  | 487  | 192  | 36   | 39   | 26   | 20   | 20   | 11   |
| Domy                                                                   | 97   | 104  | 107  | 111  | 112  | 112  | 113  | 100  | .    | 7    | 2    | 4    | 3    | 2    |
| Počet domů z roku 1961 je zahrnut v domech místní části Český Jiřetín. |      |      |      |      |      |      |      |      |      |      |      |      |      |      |

## Pamětihodnosti

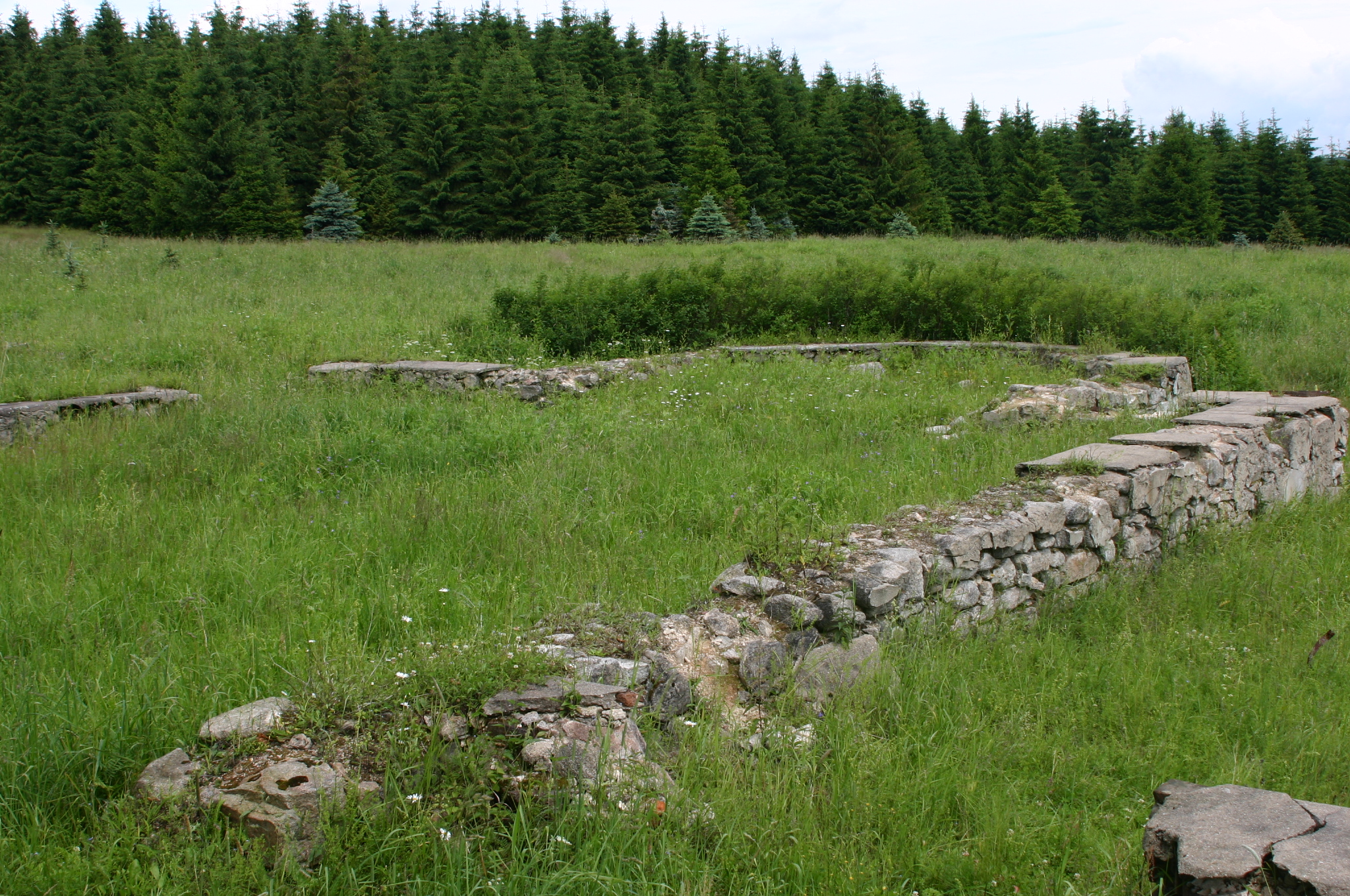
Základy přesunutého kostela

Ve Flájích stál dřevěný roubený kostel sv. Jana Křtitele. Dřevěný kostel byl jako významná ukázka lidové architektury před likvidací obce přemístěn do Českého Jiřetína. V roce 1995 bylo dokončeno jeho restaurování.
Výstavba Flájské přehrady byla dokončena v roce 1963 a je unikátní v tom, že je jedinou pilířovou vodní nádrží v České republice.
Z rozcestníku u bývalé obce Fláje do Českého Jiřetína vede podél Flájského plavebního kanálu zeleně značená turistická trasa. Jižně od vodní nádrže se rozkládá Flájská obora.
Zhruba jeden kilometr severně od přehradní hráze se nachází vrch Puklá skála (839,9 m). Na jejím vrcholku jsou viditelné četné stopy po úderech blesku. Asi 700 metrů jihozápadně od Puklé skály se nachází opuštěný stěnový lom. Těžba v něm byla zahájena při stavbě flájské přehradní hráze a byla zastavena v roce 1962.

## Osobnosti
- Anna Hogenová (* 1946), filozofka, fenomenoložka

## Fotogalerie

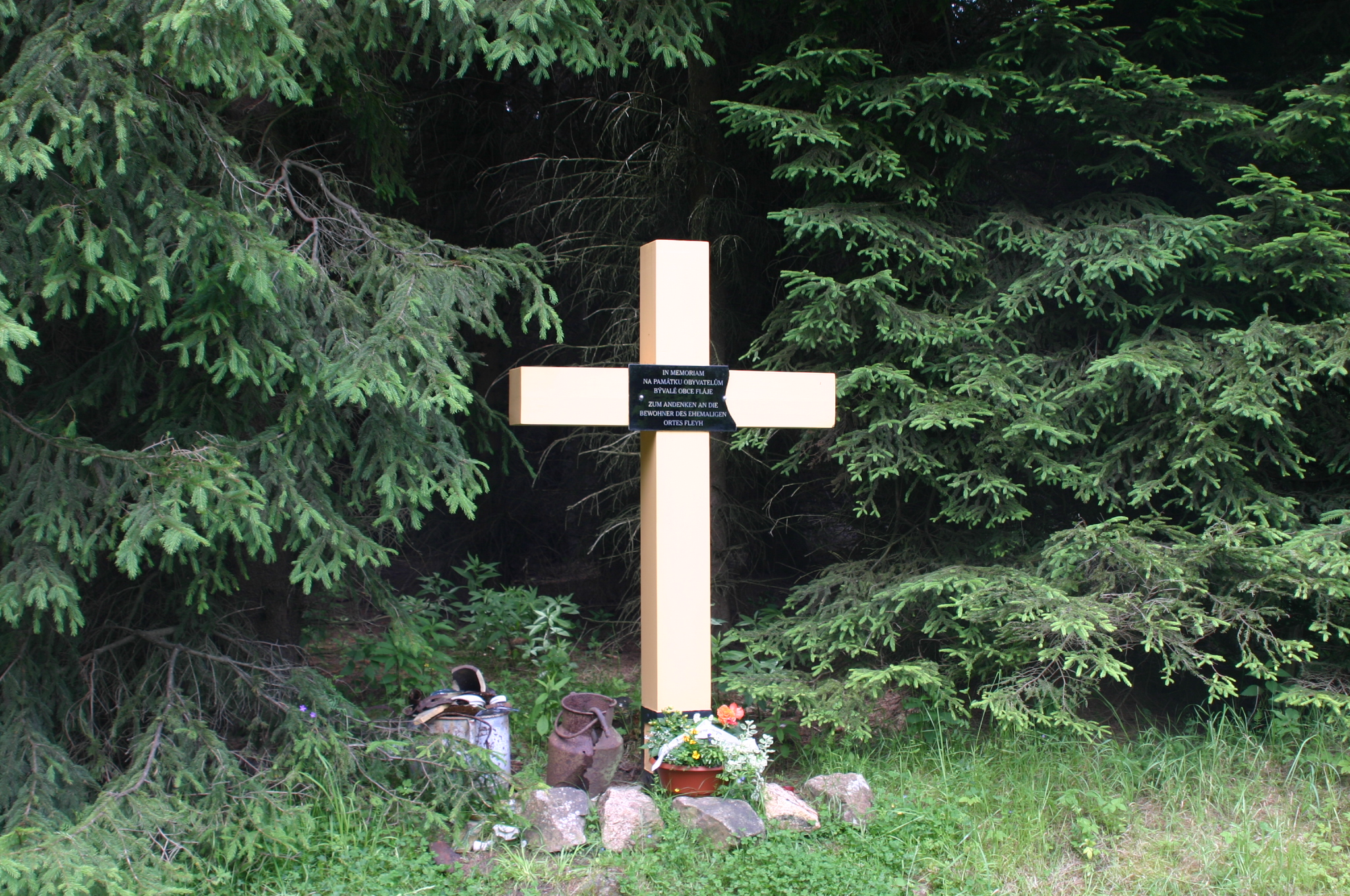
Pomník zaniklé obci
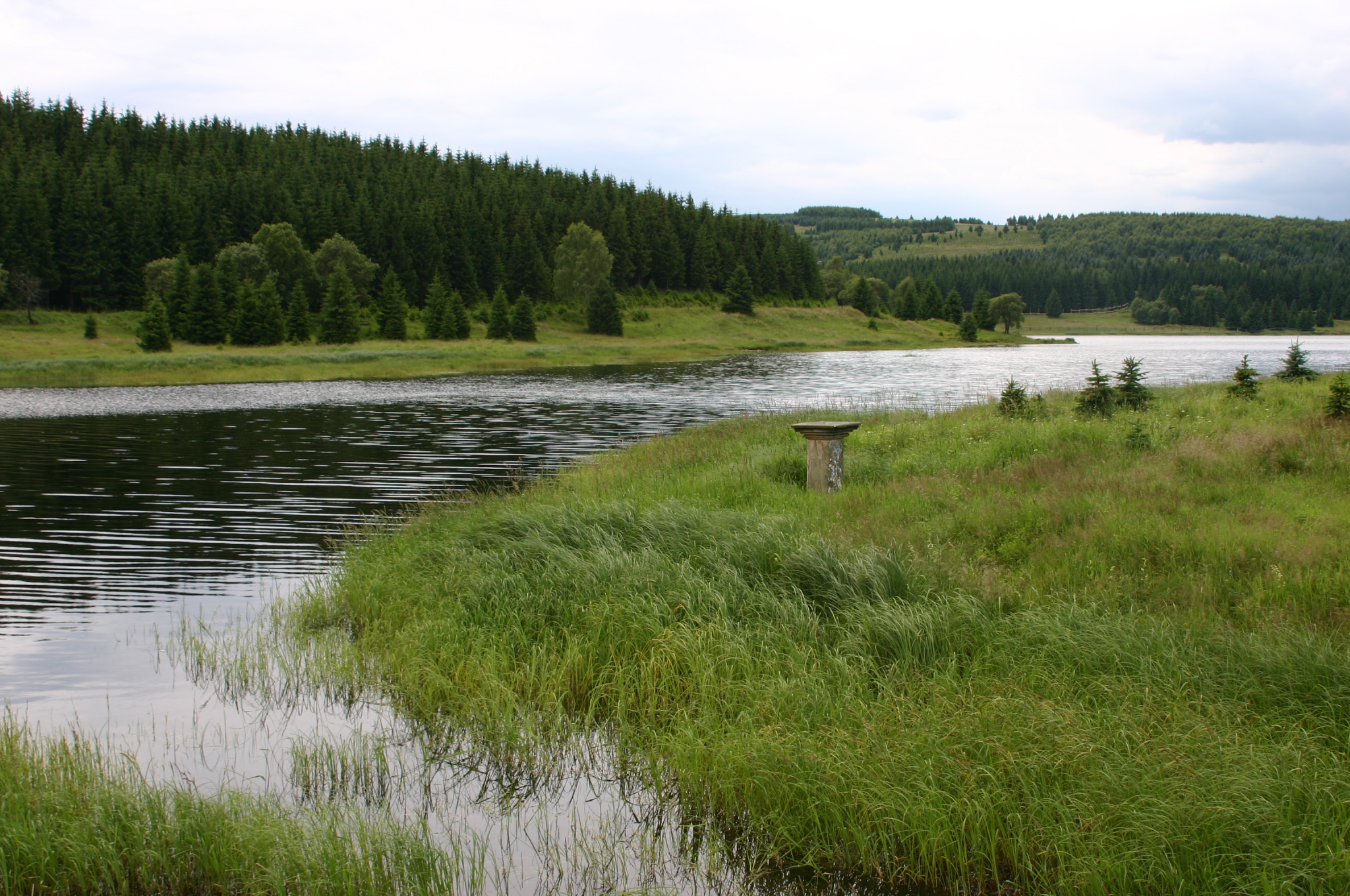
Pozůstatky vesnice na březích přehrady
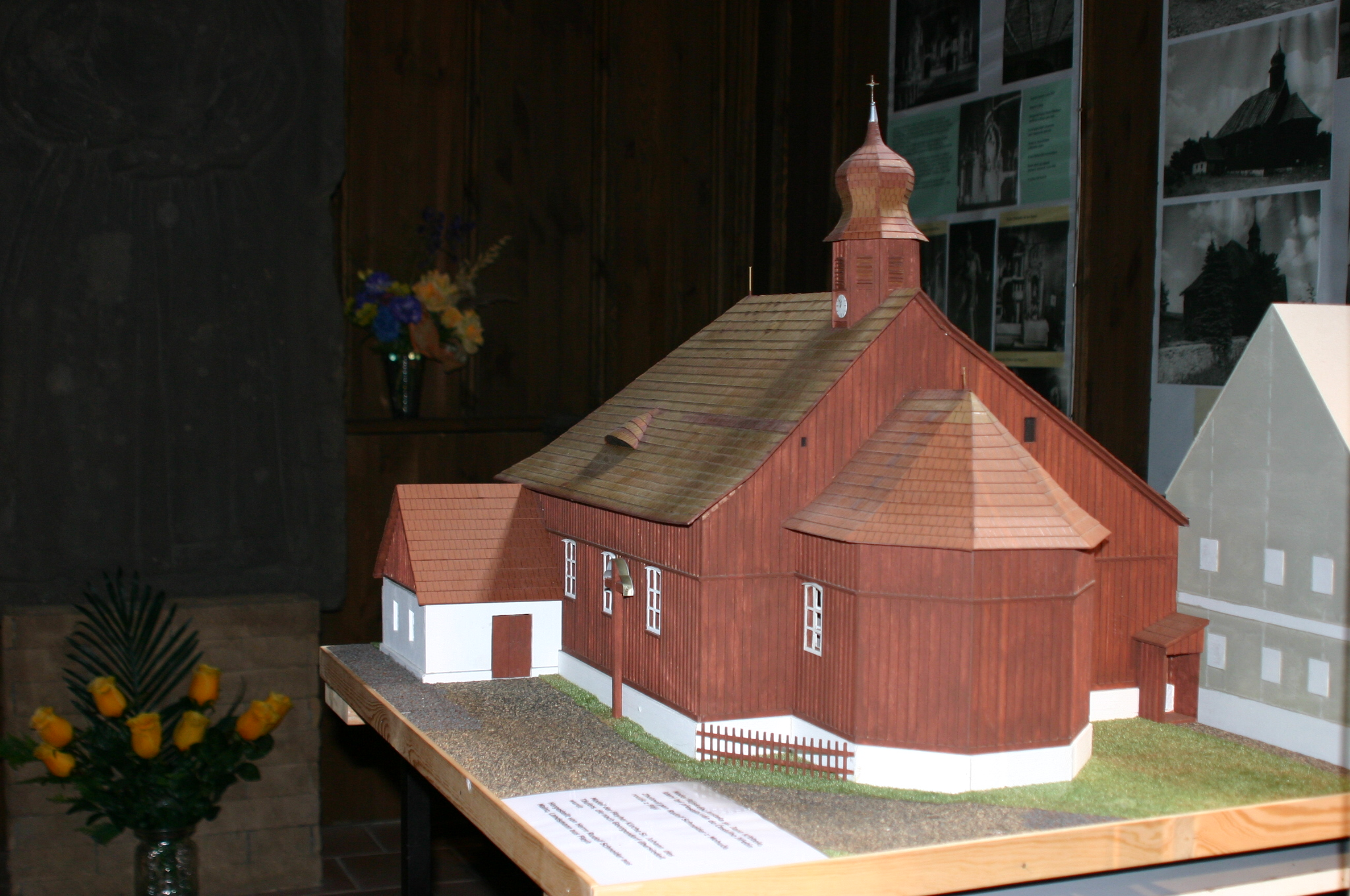
Model flájského kostela
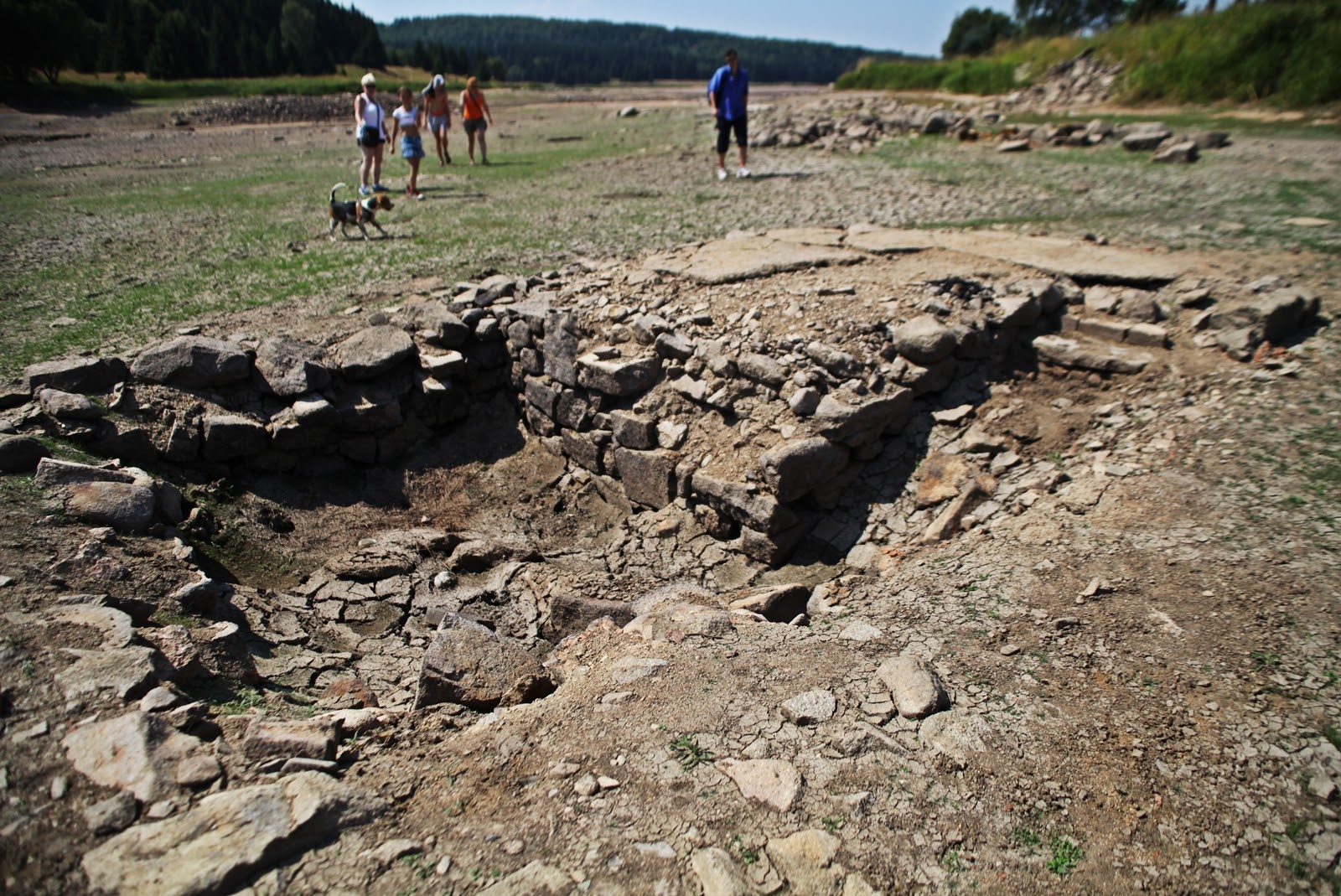
Základy stavby na dně přehrady